# Epipedobates anthonyi
Epipedobates anthonyi е вид земноводно от семейство Дърволази (Dendrobatidae). Видът е почти застрашен от изчезване.

## Разпространение
Разпространен е в Еквадор и Перу.